# Giovanni Antonio Ranza
Giovanni Antonio Ranza (Vercelli, 19 gennaio 1741 – 11 aprile 1801) è stato un presbitero e patriota italiano.

## Biografia

La confederazione italiana proposta da Ranza nel 1797

Figlio di Pietro, un pizzicagnolo originario di Oleggio morto nel 1744, e di Lucrezia Conti, brianzola, dapprima avviato alla carriera ecclesiastica, si volse successivamente allo studio delle arti divenendo professore di lettere. Nel 1777 avviò una propria attività editoriale, fondando la Tipografia Patria (cfr. Faccio - Chicco - Vola, Vecchia Vercelli, Vercelli 1961, II, p. 403). Dopo lo scoppio della rivoluzione francese divenne sostenitore dei principi rivoluzionari. Preparò una rivolta a Vercelli ma, scoperto, riuscì a riparare dapprima in Svizzera, a Lugano, e successivamente in Francia. Nel 1793 diede vita al Monitore italiano politico e letterario, uno dei primi giornali  italiani filo-francesi. Fu arrestato a Nizza e vi rimase, in carcere, dal settembre 1794 al marzo del 1795, dove scrisse l'"Esame della confessione auricolare della Chiesa di Cristo". Sostenne un'alleanza franco-piemontese contro l'Austria. Durante la campagna francese del 1796 in Piemonte, organizzò un moto repubblicano ad Alba.  
Fu attivo durante i moti "giacobini" del 1796, durante i quali ideò il tricolore repubblicano rosso, blu, arancione (detto anche tricolore di Alba e oggi adottato per il gonfalone della Regione Piemonte). Dopo l'armistizio di Cherasco riparò a Milano, dove diresse il giornale L'amico del popolo italiano.
Auspicò il ritorno della Chiesa alla semplicità e purezza evangelica in cui conciliare gli ideali del Cristianesimo con quelli della rivoluzione francese. La sua coscienza era tuttavia diversa da quella dei patrioti più radicali; riprendendo infatti le idee dei fisiocratici francesi sosteneva che il diritto di cittadinanza appartenesse solo a chi fosse proprietario terriero. Propose inoltre la formazione in Italia di una federazione come embrione di un'entità statuale che comprendesse anche il Canton Ticino, la Corsica e Malta. 
Riprendendo idee federaliste già espresse nel XVIII secolo da pensatori come Antonio Genovesi e Gian Francesco Galeani Napione, al Concorso di idee indetto nel 1796 a Milano dal governo francese su «Quale dei governi liberi meglio convenga alla felicità d'Italia?» Ranza propose una sua idea di confederazione italiana di repubbliche autonome aventi politica estera, militare e commerciale in comune, da decidere in un Congresso generale delle Repubbliche federate, da riunire a Pisa, città più facilmente raggiungibile da tutta l'Italia. Nel 1797 fece stampare, sempre a Milano, un opuscolo intitolato Vera idea del Federalismo, in cui perfezionava meglio la sua proposta, suggerendo che all'assemblea federale ogni repubblica inviasse due rappresentanti.
A Vercelli esiste un circolo culturale che si ispira alle sue opere.
La città ha anche onorato il suo illustre concittadino dedicando una targa in corso Libertà davanti alla casa dove nacque.

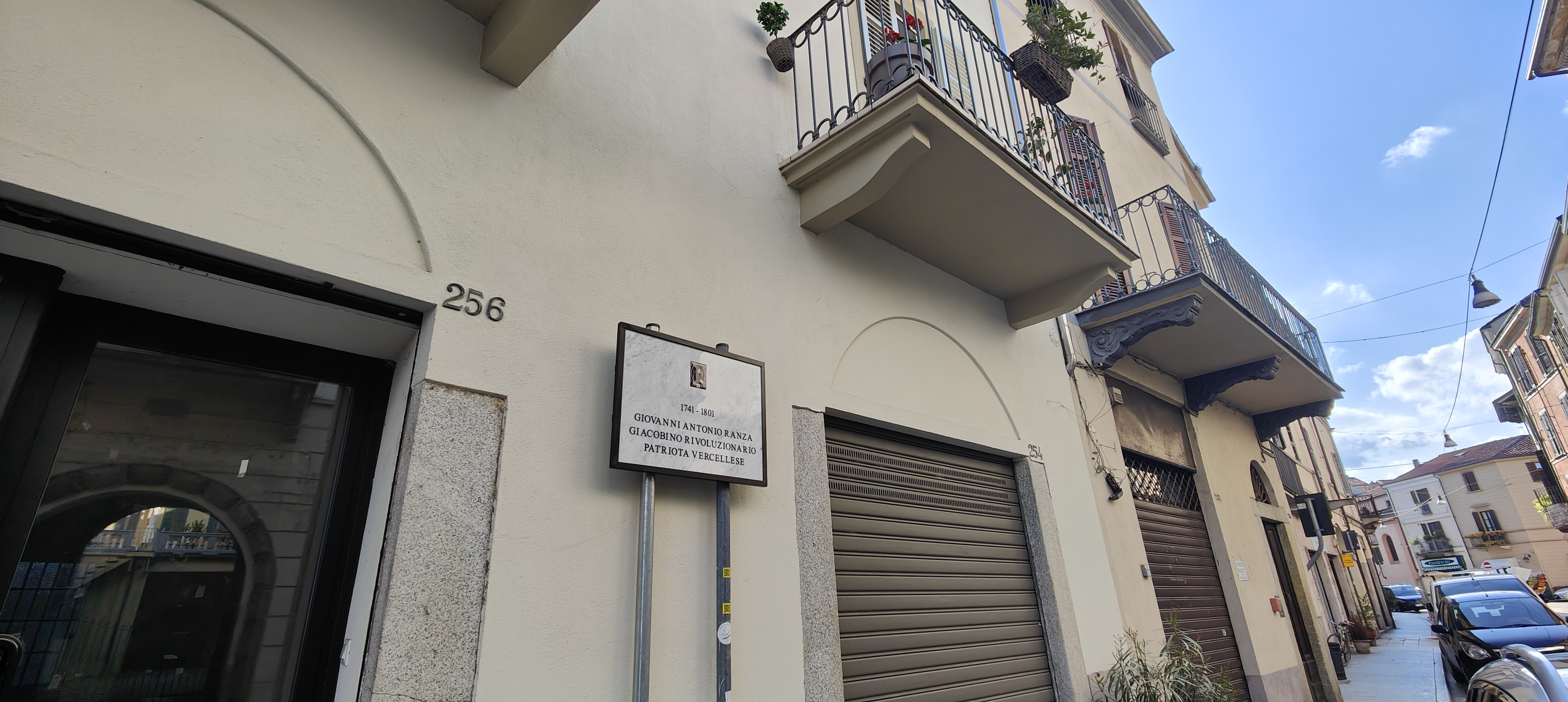
Targa posta a Vercelli in corso Libertà 256

Era il padre di Giovanni Buonincontro Ranza, architetto.